# Hong Ji Yoon
Hong Ji-yoon é uma atriz sul-coreana. Ela é mais conhecida por seus papéis nas séries de televisão My First First Love (2019) e Woori the Virgin (2022).

## Carreira
Hong Ji-yoon fez sua estreia em Criminal Minds da tvN em 2017, como Park In-hye. Ela também estrelou em Bad Guys 2.
Ela desempenhou o papel de Oh Ji-ran em What's Wrong with Secretary Kim. Ela desempenhou um papel coadjuvante na série original da Netflix My First First Love com Ji Soo, Jung Chae-yeon e Jin Young. Ela fez uma participação especial como a atriz Ruby My Absolute Boyfriend.
Hong Ji-yoon também participou do drama My Country que estreou em setembro de 2019 na JTBC. Em 2022, ela estrelou a  comédia romântica dramática da SBS Woori the Virgin.
Em janeiro de 2023, Hong assinou contrato com o Ghost Studio.

## Filmografia

### Filmes
| Ano  | Título               | Papel  | Ref.   |
| ---- | -------------------- | ------ | ------ |
| 2018 | Monstrum             | Mãe    |        |
| 2022 | Project Wolf Hunting | Eun-ji | [ 10 ] |

### Séries de televisão
| Ano  | Título                          | Papel           | Notas          | Ref.   |
| ---- | ------------------------------- | --------------- | -------------- | ------ |
| 2017 | Criminal Minds                  | Park In-hye     |                | [ 11 ] |
| 2017 | Bad Guys 2                      | Han So-yeong    |                | [ 12 ] |
| 2018 | Return                          | Bang Seon-Yeong |                |        |
| 2018 | What's Wrong with Secretary Kim | Oh Ji-ran       |                | [ 13 ] |
| 2019 | My Absolute Boyfriend           | Ruby            |                | [ 14 ] |
| 2019 | My Country: The New Age         | Hwa-wol         |                | [ 15 ] |
| 2022 | Woori the Virgin                | Lee Ma-Ri       |                | [ 8 ]  |
| 2022 | Why Her                         | Park So-young   | Breve Aparição | [ 16 ] |

### Série da web
| Ano  | Título              | Papel        | Notas          | Ref.          |
| ---- | ------------------- | ------------ | -------------- | ------------- |
| 2019 | My First First Love | Ryu Se-hyeon |                | [ 17 ] [ 18 ] |
| 2023 | Celebrity           |              | Breve aparição | [ 19 ]        |

## Prêmios e indicações
| Cerimônia de Premiação | Ano  | Categoria                                                 | Nomeado / Trabalho | Resultadi | Ref.   |
| ---------------------- | ---- | --------------------------------------------------------- | ------------------ | --------- | ------ |
| SBS Drama Awards       | 2022 | Melhor atriz coadjuvante em minissérie de romance/comédia | Woori the Virgin   | Indicada  | [ 20 ] |

## Links Externos
- Hong Ji-yoon Arquivado em 2019-08-05 no Wayback Machine at KeyEast (em coreano)
- Hong Ji Yoon no Instagram